# Vesper Lynd
Vesper Lynd är en fiktiv kvinnlig biperson i den första av Ian Flemings böcker om James Bond, Casino Royale. I filmen med samma namn från 2006 spelas Vesper Lynd av den fransk-svenska skådespelerskan Eva Green.